# Список вулиць Харкова (Л)
| Назва                 | Тип    | Довжина, м | Колишні назви                                           | Район(и)                              | Місцевість                                                                                              |
| --------------------- | ------ | ---------- | ------------------------------------------------------- | ------------------------------------- | --- |
| Лавандовий            | пров.  | 205        | 1-й провулок Васнецова                                  | Немишлянський                         | Ново-Західний                                                                                           |
| Лаврентіївський       | пров.  | 310        | Ногіна                                                  | Холодногірський                       | Холодна Гора                                                                                            |
| Лаврентьєва           | пров.  |            | Черемушний                                              | Основ'янський                         | |
| Лаврика               | вул.   |            |                                                         | Немишлянський                         | |
| Лазаревича            | вул.   | 290        | Ленінська                                               | Основ'янський                         | Жихар                                                                                                   |
| Лазарівський          | пров.  | 95         |                                                         | Основ'янський                         | Гути, Пилипівка                                                                                         |
| Лазурна               | вул.   | 630        | Котласька                                               | Індустріальний                        | Східний                                                                                                 |
| 1-й Лазурний          | пр-д   | 350        | 1-й Котласький                                          | Індустріальний                        | Східний                                                                                                 |
| 2-й Лазурний          | пр-д   | 380        | 2-й Котласький                                          | Індустріальний                        | Східний                                                                                                 |
| Лазуровий             | пров.  | 310        | Башкирський                                             | Холодногірський                       | Залютине                                                                                                |
| Лазьківка-Лужок       | вул.   | 170        |                                                         | Київський                             | Гідропарк, Лазьківка                                                                                    |
| 1-й Лазьківський      | в-д    | 310        |                                                         | Київський                             | Лазьківка, Шишківка                                                                                     |
| 2-й Лазьківський      | в-д    | 385        |                                                         | Київський                             | Гідропарк, Лазьківка                                                                                    |
| 3-й Лазьківський      | в-д    |            |                                                         | Київський                             | |
| Лазьківський          | пров.  | 190        |                                                         | Київський                             | Лазьківка                                                                                               |
| Лазьківський          | пр-д   |            |                                                         | Київський                             | |
| Ландау                | вул.   |            |                                                         | Київський                             | Велика Данилівка                                                                                        |
| Ландау                | пров.  |            |                                                         | Київський                             | Велика Данилівка                                                                                        |
| Лановий               | пров.  | 140        | Новоросійський                                          | Слобідський                           | Металіст                                                                                                |
| Лаптенківська         | вул.   |            |                                                         | Київський                             | |
| Латвійська            | вул.   | 560        |                                                         | Немишлянський                         | Стара Салтівка                                                                                          |
| Латвійський           | пров.  | 100        |                                                         | Немишлянський                         | Стара Салтівка                                                                                          |
| Латишева              | вул.   |            |                                                         | Київський                             | |
| Лебединська           | вул.   | 315        | Рогоженська                                             | Слобідський                           | Металіст                                                                                                |
| Лебединця             | вул.   |            |                                                         | Слобідський                           | Федірці                                                                                                 |
| Леб'яжий              | в-д    | 95         | Щорса                                                   | Основ'янський                         | Жихор                                                                                                   |
| Левка Боровиковського | в-д    | 220        | Ладигіна                                                | Київський                             | Салтівка, Шевченки                                                                                      |
| Левченка              | вул.   | 720        | Аннанівська, Губкомівська                               | Холодногірський                       | Залізничний вокзал                                                                                      |
| Лейпунського          | вул.   |            |                                                         | Київський                             | П'ятихатки                                                                                              |
| Лейпунського          | пров.  |            |                                                         | Київський                             | П'ятихатки                                                                                              |
| Лекторська            | вул.   | 1260       | Даргомижського                                          | Новобаварський                        | Нова Баварія                                                                                            |
| Лелюківська           | вул.   | 1380       |                                                         | Основ'янський                         | Диканівка                                                                                               |
| Лелюківський          | пров.  | 130        |                                                         | Основ'янський                         | Левада                                                                                                  |
| Ленкоранська          | вул.   | 545        |                                                         | Основ'янський                         | Жихор                                                                                                   |
| Леоніда Бикова        | вул.   | 1293       | Павла Дибенка                                           | Салтівський                           | Стара Салтівка                                                                                          |
| Леоніда Бикова        | пров.  | 295        | Павла Дибенка                                           | Салтівський                           | Стара Салтівка                                                                                          |
| Леоніда Глібова       | пров.  | 880        | Муромський                                              | Київський                             | Салтівка, Шевченки                                                                                      |
| Леоніда Тарабарінова  | вул.   | 880        |                                                         | Київський                             | Велика Данилівка                                                                                        |
| Леоніда Ушкалова      | пров.  | 280        | Ладигіна                                                | Київський                             | Салтівка, Шевченки                                                                                      |
| Леонтовича            | вул.   | 615        | Забайкальська                                           | Слобідський                           | Селище ім. Герцена                                                                                      |
| Леопольдівський       | пров.  | 330        | Новочеркаський                                          | Холодногірський                       | Залютине                                                                                                |
| Лесі Українки         | вул.   | 690        |                                                         | Салтівський                           | Рашкіна Дача                                                                                            |
| Леся Дубовика         | вул.   |            |                                                         | Індустріальний                        | Рогань                                                                                                  |
| Леся Курбаса          | вул.   | 845        | Ромена Роллана                                          | Шевченківський                        | Нагірний, Задержпром'я                                                                                  |
| Леся Сердюка          | вул.   | 3050       | Командарма Корка                                        | Київський Салтівський                 | Салтівка, Піски, Північна Салтівка, Велика Данилівка                                                    |
| Ливарний              | пров.  | 110        |                                                         | Новобаварський                        | Гончарівка                                                                                              |
| Лизогубівська         | вул.   | 1260       | Ватутіна                                                | Немишлянський                         | Ново-Західний                                                                                           |
| Лизогубівський        | пров.  | 295        | Ватутіна                                                | Немишлянський                         | Ново-Західний                                                                                           |
| Лиманська             | вул.   | 240        |                                                         | Основ'янський                         | Основа                                                                                                  |
| Лиманський            | пров.  | 530        |                                                         | Основ'янський                         | Основа                                                                                                  |
| Лимаря                | вул.   |            |                                                         | Київський                             | Велика Данилівка                                                                                        |
| Линецького            | вул.   |            |                                                         | Слобідський                           | Нові Будинки                                                                                            |
| Липова                | вул.   | 300        | Синельникова                                            | Шевченківський                        | Шатилівка                                                                                               |
| Липовий Гай           | вул.   | 980        | Перовської                                              | Новобаварський                        | Липовий Гай                                                                                             |
| Липцівська            | вул.   |            |                                                         | Київський                             | Велика Данилівка                                                                                        |
| Лиса                  | вул.   | 790        |                                                         | Новобаварський                        | Холодна Гора                                                                                            |
| Лисаветинська         | вул.   | 590        |                                                         | Основ'янський                         | Левада, Заїківка                                                                                        |
| Лисичанська           | вул.   | 425        |                                                         | Основ'янський                         | Основа                                                                                                  |
| 1-й Лисогірський      | в-д    | 50         |                                                         | Холодногірський                       | Лиса Гора                                                                                               |
| 2-й Лисогірський      | в-д    | 70         |                                                         | Холодногірський                       | Лиса Гора                                                                                               |
| 3-й Лисогірський      | в-д    | 85         |                                                         | Холодногірський                       | Лиса Гора                                                                                               |
| 4-й Лисогірський      | в-д    | 130        |                                                         | Холодногірський                       | Лиса Гора                                                                                               |
| Лисогірський          | пров.  | 460        |                                                         | Холодногірський                       | Лиса Гора                                                                                               |
| Листяний              | пров.  | 240        |                                                         | Холодногірський                       | Залютине                                                                                                |
| Литвинівська          | вул.   |            |                                                         | Київський                             | |
| Литовська             | вул.   | 1630       | Кронштадтська                                           | Немишлянський                         | Стара Салтівка                                                                                          |
| Лихонінська           | наб.   | 525        | Мічуріна                                                | Новобаварський район                  | Москалівка                                                                                              |
| Лицарська             | вул.   | 760        | Першого Травня                                          | Основ'янський                         | Жихор                                                                                                   |
| Лівобережна           | вул.   |            |                                                         | Київський                             | Велика Данилівка                                                                                        |
| Лідії Криницької      | пров.  |            |                                                         | Київський                             | |
| Ліднянський           | пров.  | 765        |                                                         | Новобаварський                        | Лідне                                                                                                   |
| Ліднянський           | в-д    | 215        |                                                         | Новобаварський                        | Лідне                                                                                                   |
| Лікарський            | в-д    | 320        | Балакірєва                                              | Шевченківський                        | Павлове Поле                                                                                            |
| Лінійна               | вул.   | 730        |                                                         | Новобаварський                        | Новоселівка                                                                                             |
| Лінійний              | пров.  | 430        |                                                         | Новобаварський                        | Новоселівка                                                                                             |
| Лірична               | вул.   | 1520       | Ломоносова                                              | Новобаварський                        | Нова Баварія                                                                                            |
| Лірницький            | в-д    |            | Владивостоцький                                         | Холодногірський                       | |
| Лісова                | вул.   | 1110       |                                                         | Холодногірський                       | Сортувальня                                                                                             |
| Лісової Пісні         | вул.   | 185        | Кабардинська                                            | Салтівський                           | Рашкіна Дача                                                                                            |
| Лісозахісна           | вул.   | 335        |                                                         | Новобаварський                        | Лідне                                                                                                   |
| Лісозахісний          | пров.  | 170        |                                                         | Новобаварський                        | Лідне                                                                                                   |
| Лісопарківська        | вул.   | 790        |                                                         | Київський                             | Помірки, Шишківка                                                                                       |
| 1-й Лісопарківський   | пров.  | 210        |                                                         | Київський                             | Шишківка                                                                                                |
| 2-й Лісопарківський   | пров.  | 235        |                                                         | Київський                             | Шишківка                                                                                                |
| Літакова              | вул.   | 480        |                                                         | Основ'янський                         | Овочева                                                                                                 |
| Літературна           | вул.   | 555        | Червоних Письменників, Галана                           | Шевченківський                        | Нагірний                                                                                                |
| Ліцейська             | вул.   | 525        | Глінки                                                  | Новобаварський                        | Нова Баварія                                                                                            |
| Ліщинова              | вул.   |            |                                                         | Київський                             | |
| Ліщиновий             | пров.  |            |                                                         | Київський                             | |
| Ліщиновий             | пр-д   |            |                                                         | Київський                             | |
| Лобачевського         | вул.   | 440        |                                                         | Новобаварський                        | Холодна Гора                                                                                            |
| Ловцова               | вул.   |            |                                                         | Київський                             | Велика Данилівка                                                                                        |
| Лодзинська            | вул.   | 1310       |                                                         | Немишлянський                         | ХТЗ |
| Лозівська             | вул.   | 670        | Ново-Прокладена, Мікояна, Волківська                    | Холодногірський                       | Іванівка                                                                                                |
| Лозовеньківський      | просп. |            |                                                         | Київський Шевченківський Слобідський  | |
| Локомотивна           | вул.   | 585        |                                                         | Основ'янський                         | Мереф'янка                                                                                              |
| Лопанська             | вул.   | 510        |                                                         | Шевченківський                        | Павлівка                                                                                                |
| Лопанська             | наб.   | 205        |                                                         | Холодногірський                       | Залопань                                                                                                |
| Лопанський            | пров.  | 210        |                                                         | Холодногірський                       | Залопань                                                                                                |
| Лопатинська           | наб.   |            |                                                         | Основ'янський                         | |
| Лопатинський          | пров.  | 370        | Телефонна вулиця                                        | Основ'янський                         | Поділ, Центр                                                                                            |
| Лосівський            | в-д    |            |                                                         | Індустріальний                        | ХТЗ |
| Лосівська             | вул.   |            |                                                         | Індустріальний Немишлянський          | ХТЗ |
| Лосівський            | пров.  | 320        |                                                         | Холодногірський                       | Залопань, Панасівка                                                                                     |
| Лубенська             | вул.   |            |                                                         | Київський                             | Велика Данилівка                                                                                        |
| Луганська             | вул.   | 390        |                                                         | Київський                             | Журавлівка                                                                                              |
| Лугівська             | вул.   | 170        |                                                         | Немишлянський                         | Стара Салтівка                                                                                          |
| Лугівський            | пров.  | 175        |                                                         | Немишлянський                         | Стара Салтівка                                                                                          |
| Лугова                | вул.   |            |                                                         | Київський                             | Велика Данилівка                                                                                        |
| Луговий               | пров.  | 180        |                                                         | Київський                             | Велика Данилівка                                                                                        |
| 1-й Луговий           | пр-д   | 85         |                                                         | Немишлянський                         | Немишля                                                                                                 |
| 2-й Луговий           | пр-д   | 80         |                                                         | Немишлянський                         | Немишля                                                                                                 |
| 3-й Луговий           | пр-д   | 55         |                                                         | Немишлянський                         | Немишля                                                                                                 |
| Лугопаркова           | вул.   | 140        |                                                         | Основ'янський                         | Верещаківка, Качанівка                                                                                  |
| 1-й Луї Пастера       | в-д    | 440        |                                                         | Індустріальний                        | Східний                                                                                                 |
| 2-й Луї Пастера       | в-д    | 500        |                                                         | Індустріальний                        | Східний                                                                                                 |
| 3-й Луї Пастера       | в-д    | 120        |                                                         | Індустріальний                        | Східний                                                                                                 |
| 4-й Луї Пастера       | в-д    | 390        |                                                         | Індустріальний                        | Східний                                                                                                 |
| Луї Пастера           | вул.   | 4480       |                                                         | Індустріальний                        | Східний, Рогань                                                                                         |
| Луї Пастера           | пров.  | 300        |                                                         | Індустріальний                        | Східний                                                                                                 |
| Луї Пастера           | пр-д   | 220        |                                                         | Індустріальний                        | Східний                                                                                                 |
| Лук'янівська          | вул.   | 540        |                                                         | Холодногірський                       | Іванівка                                                                                                |
| Луцький               | пров.  | 120        | Пермський                                               | Новобаварський                        | Холодна Гора                                                                                            |
| Лучківська            | вул.   |            |                                                         | Основ'янський                         | |
| Лучківський           | в-д    |            |                                                         | Основ'янський                         | |
| Лучківський           | пров.  |            |                                                         | Основ'янський                         | |
| Льва Ландау           | просп. | 9530       | Комунальна вулиця, проспект 50-річчя СРСР               | Слобідський Салтівський Немишлянський | Салтівка, Стара Салтівка, Немишля, Селекційна, Олімпійський, Нові Будинки, Селище ім. Герцена, Аеропорт |
| Львівська             | вул.   | 885        | Пермська                                                | Новобаварський                        | Холодна Гора                                                                                            |
| Люблінська            | вул.   | 1020       | Мініна                                                  | Немишлянський район                   | Ново-Західний                                                                                           |
| Любові Малої          | просп. | 3510       | Постишева                                               | Новобаварський                        | Холодна Гора, Новоселівка, Григорівка, Нова Баварія                                                     |
| Люботинський          | пров.  | 260        |                                                         | Салтівський                           | Тюрінка                                                                                                 |
| Людвіга Свободи       | просп. | 2220       |                                                         | Шевченківський                        | Олексіївка                                                                                              |
| Людмили Гурченко      | пров.  | 110        | Харинський, Саммеровський                               | Шевченківський                        | Центр                                                                                                   |
| Люм'єрівський         | пр-д   | 155        | Кустанайський                                           | Слобідський                           | Селище ім. Герцена                                                                                      |
| Люсинська             | вул.   | 1170       |                                                         | Київський Салтівський                 | Рашкіна Дача, Тюрінка                                                                                   |
| Лютівська             | вул.   | 790        |                                                         | Новобаварський район                  | Новожанове                                                                                              |
| Лялі Убийвовк         | вул.   | 980        |                                                         | Шевченківський                        | Стара Олексіївка, Олексіївка                                                                            |
| Ляпунова              | вул.   | 635        | Трансваальська                                          | Шевченківський                        | Шатилівка                                                                                               |
| Лятошинського         | вул.   | 310+       | Утворена з вулиці Дунаєвського та провулку Дунаєвського | Київський                             | Шевченки, Салтівка                                                                                      |